# پیتر کورتی
پیتر کورتی (انگلیسی: Peter Corthine؛ ۱۹ ژوئیه ۱۹۳۷ – January 2015 (aged 77)) بازیکن فوتبال بود.
از باشگاه‌هایی که در آن بازی کرده‌است می‌توان به باشگاه فوتبال چلسی اشاره کرد.
وی همچنین در تیم ملی فوتبال سنگاپور بازی کرده‌است.